# Stadiumi Kamza
Stadiumi Kamza – stadion piłkarski w Kamzie, w Albanii. Obiekt może pomieścić 500 widzów. Swoje spotkania rozgrywają na nim piłkarze klubu KS Kamza.